# Belastning och arbetsmiljö i Sverige

## Belastning och arbetsmiljö i Sverige
Människans kropp behöver en blandning av rörelse, belastning och återhämtning. Att komma till rätta med belastningsproblematik är viktigt i arbetsliv och arbetsmiljö. Människors behov av omväxling för att ha en bra hälsa är viktigt att ha i beaktande när arbetsplatser utformas. En dålig arbetsmiljö kan inte kompenseras helt av att en person rör sig på fritiden men livsstilen har ändå betydelse och genom motion, rörelse och bra kost kan risken för belastningsskador minska.
Arbetsmiljölagen utgår från att människor är olika och att arbetsmiljön ska anpassas efter människan. 
Belastningssjukdomar som smärta, värk och nedsatt funktion i rörelseorganen (muskler, senor, leder, skelett) är den vanligaste orsaken till att människor är borta från arbetet. Stora, långvariga och ensidiga belastningar är ett av dagens största arbetsmiljöproblem. De vanligaste orsakerna är tungt arbete, påfrestande arbetsställningar, ensidigt upprepat arbete samt alltför hög arbetstakt under lång tid. Bra arbetsförhållanden innehåller variation, båda aktivitet och återhämtning och begränsning i tid. Vad som upplevs som lagom belastning upplevs ofta individuellt, beroende på en persons särskilda förutsättningar. 
Belastningsergonomi handlar om hur till exempel arbetsställningar, arbetsrörelser och fysisk belastning påverkar kroppen. Här ingår bl.a. utformning av arbetslokaler, arbetsplatser, verktyg, organisation och sociala förhållanden. Belastningssjukdomar är den vanligaste orsaken till att människor är borta från arbetet.

## Fotnoter
1. ↑   Handbok Bättre arbetsmiljö. Prevent. 2010. ISBN 978-91-7365-102-8